# Schloss Rantzau
 For alternative betydninger, se Rantzau.
Schloss Rantzau er en herregård i det nordlige Tyskland, beliggende i Rantzau Kommune nord for Plön i Kreis Plön i landskabet Holstensk Schweiz, Slesvig-Holsten.

## Slægten Rantzau
Slægten Rantzau, der har spillet en stor rolle både i Holstens og Danmarks historie, er opkaldt efter stedet. Det første kendte medlem af slægten er ridderen Johann Ranzow, der i 1226 tjente som væbner under grev Adolf 4. af Holsten. 
Ranzow var navnet den vendiske landsby, der lå på stedet. Ridder Johann var ikke af vendisk afstemning. Efter tidens skik tog han navn efter sin besiddelse.

## Slottet Rantzau
Stedet har aldrig haft nogen fremtrædende placering – hverken som borg eller som gods. Under statholderen Henrik Rantzau oplevede stedet en kortvarig blomstring. Henrik Rantzau ombyggede i 1592 stedet til en renæssanceresidens. Selv om den oprindelige kerne stadig findes, så fremstår slottet helt anderledes i dag. 
Omkring 1655 måtte Christian Rantzau sælge slottet til hertug Frederik 3. af Slesvig-Holsten-Gottorp. Derefter har der været skiftende ejere. 
54°14′8.2″N 10°30′45.8″Ø / 54.235611°N 10.512722°Ø